# لاري رجل الكيبل
دانيال لورانس ويتني (من مواليد 17 فبراير 1963)، ويعرف باسمه المسرحي لاري رجل الكيبل (Larry the cable guy) ، وهو ممثل كوميدي أمريكي يمتلك مسيرة مهنية تمتد لأكثر من 30 عامًا.
وكان أحد أعضاء فرقة (Blue Collar Comedy Tour)، وهي فرقة كوميدية تضم بيل إنجفال، ورون وايت، وجيف فوكسورثي (والذي لعب معه دور البطولة في تلفزيون Blue Collar).
أصدر لاري رجل الكيبل (Larry the Cable Guy) سبعة ألبومات لعروض كوميدية، وحصلت ثلاثة منها على التقييم الذهبي من قبل RIAA. إذ تم شحن 500000 نسخة كمبيعات، بالإضافة إلى ذلك، قام بدور البطولة في ثلاثة أفلام تخص جولة الكوميديا التي قامت بها فرقة بلو كولار، وكذلك في Larry the Cable Guy: Health ، Delta Farce ، و Witless Protection ، وقام أيضا بالأداء الصوتي لشخصية Mater في فلم الرسوم المتحركة <i id="mwNg">Cars</i> . وعبارة ويتني الشهيرة "Git-R-Done!" هي أيضا عنوان كتابه الذي ألفه.
وفي 26 كانون الثاني (يناير) لعام 2010، أعلنت قناة History التلفزيونية عن مسلسل من بطولة ويتني يُدعى Only in America with Larry the Cable Guy, ، حيث يستكشف لاري بلده أمريكا وينخرط في أنماط حياة ووظائف وهوايات مختلفة. وتم بث الحلقة الأولى من المسلسل في 8 فبراير لعام 2011. وتم بث الحلقة الأخيرة للمسلسل في 28 أغسطس لعام 2013.

## بداية حياته
ولد ويتني في باوني سيتي في 17 فبراير 1963، حيث نشأ في مزرعة للخنازير. وهو نجل توم ويتني - عازف الجيتار والفنان والقسيس المسيحي - وأمه هي شيرلي ويتني. والتحق ويتني بالمدرسة الثانوية في أكاديمية الملك في ويست بالم بيتش، فلوريدا، في أواخر السبعينيات وحتى 1980    حيث كان والده مدير المدرسة الابتدائية في أكاديمية الملك.
وتخرج ويتني من مدرسة بيريان المسيحية في ويست بالم بيتش عام 1982. والتحق بالجامعة المعمدانية الأمريكية في جورجيا وجامعة نبراسكا لينكولن. وكان تخصصه الخطابة والدراما. وينسب الفضل إلى زملائه في السكن من تكساس وجورجيا في اكتسابه اللهجة الجنوبية. وانسحب من الجامعة عقب سنته الأولى بعد أن جرب حظه في الكوميديا.

## الحياة المهنية

### العمل في إذاعة الراديو
بدأ ويتني مسيرته المهنية في الإذاعة في أوائل التسعينيات عندما ظهر بانتظام على الراديو في البرنامج المشترك على المستوى الوطني، The Ron and Ron Show ، بالإضافة إلى برامج إذاعية أخرى مثل The Bob &amp; Tom Show و The Chris Baker Show على KDGE و KEZO's The Todd and Tyler Show في أوماها، نبراسكا، بالإضافة إلى عرض كيرك ومارك ولوبيز الصباحي على WIYY في بالتيمور، ماريلاند. كما كان ضيفًا متكررًا في برنامج Johnny Dare Morning Show على 98.9 / KQRC ، كانساس سيتي.
كما ظهر في برنامج WJRR في أورلاندو، فلوريدا. وتم إحضاره إلى منطقة نيو إنجلاند في Greg and Morning Buzz على WHEB 100.3 و WGIR-FM 101.1 في بورتسموث ومانشستر، نيو هامبشاير، على التوالي، حيث قام بعمل تعليقين في الأسبوع.

### مهنة الكوميديا المسرحية

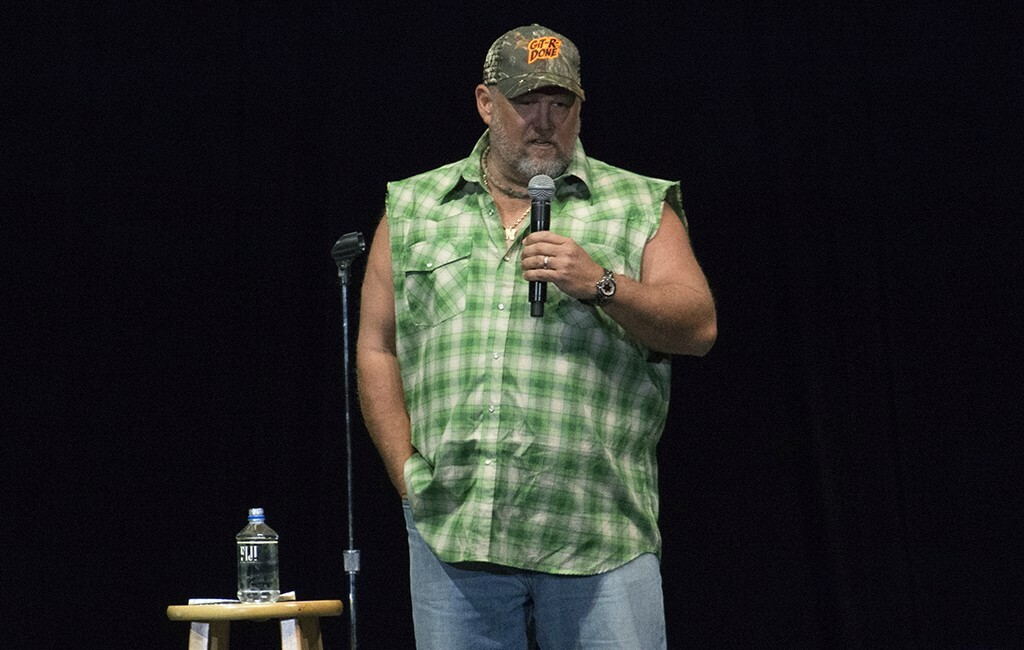
لاري ذا كيبل جاي في تأديته لعرض في مركز ريش في جرين باي في عام 2015

كان نجاحه محدودا حين كان يؤدي عروض الكوميديا المسرحية بإسمه الحقيقي، وأصبح مشهورًا بعد تطوير شخصية Cable Guy ، وهي الشخصية التي يحتفظ بها الآن طوال فترة ظهوره المسرحي. وشخصية Cable Guy لها مظهر نمطي فريد ولهجة جنوبية ثقيلة، ويروي قصصًا عن «عائلته»، ويستخدم من بين التعبيرات الشائعة الأخرى، عبارة "Git-R-Done!".
ويذكر ويتني في المقابلات وفي كتاب سيرته الذاتية " GIT-R-DONE " أنه يتعمد اسخدام اللهجة الجنوبية داخل وخارج المسرح، لأنه قد ينسى اللهجة إذا ما تحدث بلهجته الأصلية كما هي على الدوام. ويستخدم ويتني الفكاهة المشهورة، بما في ذلك «يا رب، أعتذر، واذهب مع الأقزام النجميين في غينيا الجديدة. آمين» بعد إلقاء النكات التي قد تكون سخيفة؛ و«لا يهمني من أنت، هذا مضحك حقًا» بعد إلقاء النكات التي تثير ضحك الجماهير بشدة.
وحصل كلا الألبومين الأولين من عروضه الكوميدية: (2001) Lord, I Apologize ، The Right to Bare Arms (2005). على التقييم الذهبي من قبل RIAA . وتم إصدار الألبوم الثالث Morning Constitutions مع الملحق من ألبوم تلفزيوني خاص في عام 2007.

### أعمال أخرى
تم إقامة عرض سخري كوميدي ضد ويتني في العرض الخاص من كوميدي سنترال في 15 مارس 2009.
وفي 8 فبراير لعام 2011، تم بث العرض الأول لأحدث مسلسلاته المتناول لمغامراته، والمسمى «فقط في أمريكا مع لاري رجل الكيبل» ، على قناة History . بمجموع مشاهدات بلغت 4.1 مليون مشاهد، و 1.7 مليون مشاهدة منها كانت من البالغين في الفئة العمرية من 25 إلى 54 عاما، والذي يعد تقريبا ضعف إجمالي افتتاحية الموسم الثاني من مسلسل "Top Shot". وخلال الموسم الثاني من حلقة «لاري يذهب إلى واشنطن»، أصبح ويتني أول شخصية تلفزيونية من طاقم غير إخباري يسمح لها التواجد في غرفة الحرب في البيت الأبيض، والمعروفة أيضًا باسم مركز القيادة، كما أوضح خلال البرنامج.
في يونيو 2012، تم إطلاق عرض "كارز لاند" في مدينة ملاهي ديزني لاند في كاليفورنيا أدفينتشر برحلة تسمى "Mater's Junkyard Jamboree" والتي تتميز بصوت ويتني كشخصيت ماتر من أفلام ديزني / بيكسار كارز.
قامت شركة Bektrom Foods في نورث داكوتا بتطوير مجموعة من منتجات لاري رجل الكيبل الغذائية، مثل عشاء الهامبرغر المعبأ، والتي استفادت من عائدات مبيعاتها «مؤسسة Git-R-Done». 

## الحياة الشخصية
يقيم ويتني في لينكولن ، نبراسكا، في مزرعة مساحتها 180 فدانًا (73 هكتارًا). وتزوج عام 2005 من زوجته كارا. ولديهم ابن اسمه ويات، وابنة اسمها ريغان. وسمُيت أحد الشوارع باسمه في مسقط رأسه في مدينة باوني ، نبراسكا. كما تبرع ويتني بالمال لشراء معدات مسرحية جديدة للمدرسة الثانوية المحلية.
ويعد ويتني من مشجعي كرة القدم في نبراسكا كورنهوسكرز. كما تحمل قبعة التمويه العسكرية الخاصة به اسم جامعة نبراسكا - لينكولن "HUSKERS"، كما شوهد في فيلم Delta Farce عام 2007. وكثيرا ما شوهد وهو يحمل علامة نبراسكا الذهبية "N" على سلسلة يرتديها حول رقبته. وفي 1 أكتوبر 2016، في جناحه الفاخر في استاد ميموريال الرياضي خلال مباراة كورة قدم بين نبراسكا ضد إلينوي، دُعي ويتني للتحدي في مصارعة الذراع من قبل جون أوكونيل، وهو جندي متقاعد من الجيش وعضو في الحرس الوطني التابع لجيش لنبراسكا، ولكن سرعان ما خسر المباراة في أقل من دقيقة واحدة بعد أن كُسرت ذراعه (العضد) أثناء مبارزته لويتني.  
ويعد يتني أيضًا من محبي فرقة REO Speedwagon . حيث ظهر مع الفرقة في عام 2013 أثناء إحيائهم لحفل موسيقي خيري في بلومنجتون وإلينوي لإغاثة المنكوبين من كارثة الإعصار. 
وفي سبتمبر لعام 2010، تبرع ويتني بمبلغ 5 ملايين دولار لمستشفى أرنولد بالمر للأطفال في أورلاندو ، فلوريدا. وكان المغزى من التبرع هو المساعدة في تطوير المعهد الدولي لخلل التنسج الوركي في مستشفى أورلاندو. وقدم ويتني وزوجته كارا تبرعات خاصة إلى المستشفى بعد أن ساعد الدكتور تشاد برايس في مستشفى أرنولد بالمر للأطفال في علاج ابنهما وايت من مرض خلل التنسج الوركي عندما كان رضيعًا، كما جمع ويتني الأموال بغرض التبرع من خلال الظهور في برنامجي Family Feud و هل أنت أذكى من طالب بالصف الخامس؟ .
وافتتح المستشفى جناحًا جديدا باسم وايت ويتني وينج في مايو 2012.
ويعد ويتني صديق مقرب للممثل الكوميدي المعاصر لويس بلاك، على الرغم من توجهاتهم السياسية المتضاربة وخلفيتهم وموادهم الكوميدية.

## البرامج الإذاعية
عمل ويتني سابقًا كشخصية إذاعية في إذاعة بلو كولار على راديو Sirius XM .

## أعماله الفنية
| عنوان العمل                                                  | تفاصيل الألبوم                                                       | مراكز الرسم البياني الذروة | مراكز الرسم البياني الذروة | مراكز الرسم البياني الذروة | الشهادات </br> (عتبات المبيعات)   |
| يقدم Rock 100 Diz: Larry the Cable Guy                       | تفاصيل الألبوم                                                       | كوميديا امريكية            | بلد الولايات المتحدة       | الولايات المتحدة           | الشهادات </br> (عتبات المبيعات)   |
| ------------------------------------------------------------ | -------------------------------------------------------------------- | -------------------------- | -------------------------- | -------------------------- | --------------------------------- |
| القانون والاضطراب                                            | - تاريخ الإصدار: 1995 - جهة الانتاج: تسويق ذاتي                      | -                          | -                          | -                          |                                   |
| التحية والانتفاخات                                           | - تاريخ الإصدار: 1997 - المنتج: تسجبلات DJT                          | -                          | -                          | -                          |                                   |
| يا رب، أعتذر                                                 | - تاريخ الإصدار: 30 أكتوبر 2001 - المنتج: سجلات Hip-O                | 1                          | 53                         | -                          | - الولايات المتحدة: تقييم ذهبي    |
| افيري لاري كريسماس                                           | - تاريخ الإصدار: 16 نوفمبر 2004 - المنتج: Warner Bros. records       | 1                          | 8                          | 43                         | - الولايات المتحدة: تقييم بلاتيني |
| الحق في حمل السلاح                                           | - تاريخ الإصدار: 29 مارس 2005 - المنتج: Warner Bros. السجلات         | 1                          | 1                          | 7                          | - الولايات المتحدة: البلاتين [30] |
| قوانين الصباح                                                | - تاريخ الإصدار: 3 أبريل 2007 - المنتج: Warner Bros. records         | 1                          | 5                          | 16                         |                                   |
| عيد الميلاد في لاريلاند                                      | - تاريخ الإصدار: 3 أكتوبر 2007 - المنتج: Warner Bros. records        | 1                          | 12                         | 42                         |                                   |
| وقت عيد الميلاد في Larray الأرض (الأصل الإصدار على DJT) A    | - تاريخ الإصدار: 1 ديسمبر 1998 - المنتج: تسجيلات DJT                 | 7                          | 50                         | -                          |                                   |
| Tailgate Party                                               | - تاريخ الإصدار: 22 سبتمبر 2009 - المنتج: Warner Bros. Records       | 1                          | 19                         | 71                         |                                   |
| The Best of Larry the Cable Guy. أفضل ما في لاري ذا كيبل جاي | - تاريخ الإصدار: 16 نوفمبر 2010 - المنتج: Warner Bros. Records       | 4                          | 72                         | -                          |                                   |
| هم البلهاء: جولة ملتوية (مع بيل إنجفال وجيف فوكسورثي)        | - تاريخ الإصدار: 13 مارس 2012 - المنتج: وارنر ميوزيك ناشفيل          | 1                          | 45                         | -                          |                                   |
| كنا نفكر (مع جيف فوكسورثي)                                   | - تاريخ الإصدار: 29 سبتمبر 2017 - المنتج: كوميديا ديناميكس، نيتفليكس | -                          | -                          | -                          |                                   |
| تشير "-" إلى الإصدارات التي لم يتم رسمها                     |                                                                      |                            |                            |                            |                                   |

1994 - تقديم Rock 100 Diz
1998 - عيد ميلاد سعيد للغاية (الإصدار الأصلي) (سجلات DJT)

## السيرة الفنية

### فيلم
| سنة  | لقب                                             | الدور            | تفاصيل                |
| ---- | ----------------------------------------------- | ---------------- | --------------------- |
| 2003 | جولة كوميديا فرقة بلو كولار: الفيلم             | لاري             | وثائقي                |
| 2004 | لاري ذا كيبل جاي: جيت-آر-دوون                   | لاري             | فيلم تلفزيوني         |
| 2004 | جولة كوميديا فرقة بلو كولار مجددا               | لاري             | وثائقي تلفزيوني       |
| 2006 | لاري ذا كيبل جاي: مفتش الصحة                    | نفسه             |                       |
| 2006 | سيارات                                          | ماتر             | أداء صوتي             |
| 2006 | ماتر و Ghostlight                               | ماتر             | أداء صوتي؛ فيلم قصير  |
| 2006 | جولة كوميديا فرقو بلو كولار: واحد من أجل الطريق | نفسه             | فيلم تلفزيوني         |
| 2007 | دلتا فارسي                                      | لاري             |                       |
| 2008 | حماية غبية                                      | نائب لاري ستالدر |                       |
| 2009 | العرض الكوميدي الساخر الخاص ب لاري رجل الكيبل   | نفسه             |                       |
| 2009 | لاري ذا كيبل جاي Hula-Palooza Christmas Luau    | نفسه             | فيلم تلفزيوني         |
| 2010 | لاري ذا كيبل جاي: Tailgate Party                | نفسه             | فيلم تلفزيوني         |
| 2011 | فلم الرسوم المتحركة: كارز 2                     | ماتر             | أداء صوتي             |
| 2012 | هم البلهاء: جولة ملتوية                         |                  |                       |
| 2012 | جنية الأسنان 2                                  | لاري جوثري       |                       |
| 2013 | عيد الميلاد ماديا                               | صاحب             |                       |
| 2014 | نغمة الجلجلة على طول الطريق 2                   | لاري فيليبس      | مباشرة إلى الفيديو    |
| 2014 | فناني العام في CMT                              | مضيف             |                       |
| 2016 | جيف فوكسورثي ولاري ذا كابل جاي: لقد كنا نفكر    | نفسه             | وثائقي                |
| 2017 | كارز 3                                          | ماتر             | صوت                   |
| 2020 | ابق جالسًا                                       | نفسه             | عرض كوميدي مسرحي حصري |

### التلفاز
| سنة     | لقب                                               | دور              | التفاصيل           |
| ------- | ------------------------------------------------- | ---------------- | ------------------ |
| 2004-06 | تلفزيون بلو كولار                                 | عضو فريق التمثيل |                    |
| 2008-12 | فلم الرسوم المتحركة كارز: حكايات ماتر الطويلة     | ماتر             | أداء صوتي؛ 11 حلقة |
| 2009    | هل أنت أذكى من طالب بالصف الخامس؟                 | نفسه             | الحلقة: "3.13"     |
| 2011-13 | فقط في أمريكا مع لاري رجل الكيبل                  | مضيف             |                    |
| 2013    | صائدو الجوائز                                     | لاري             |                    |
| 2013-14 | فلم الرسوم المتحركة كارز: حكايات من ينابيع المبرد | ماتر             | أداء صوتي؛ 2 حلقة  |
| 2020    | Cruisin 'مع المومياوات                            | مضيف             |                    |

| سنة     | لقب                                                     | ملاحظات                 |
| ------- | ------------------------------------------------------- | ----------------------- |
| 2007    | لاري رجل الكيبل قوانين الصباح                           | فيلم تلفزيوني           |
| 2007    | عيد الميلاد المدهش لاري ذا كيبل غاي                     | فيلم تلفزيوني           |
| 2008    | نجمة عيد الميلاد المرصعة بالنجوم لاري ذا كيبل غاي       | تلفزيون خاص             |
| 2009    | عرض الكوميديا الساخرة لاري رجل الكيبل في مركز الكوميديا | وثائقي تلفزيوني         |
| 2009    | لاري ذا كيبل جاي Hula-Palooza Christmas Luau            | فيلم تلفزيوني           |
| 2010    | لاري ذا كيبل جاي: Tailgate Party                        | فيلم تلفزيوني           |
| 2013    | صائدو الجوائز                                           | مسلسل تلفزيوني؛ 8 حلقات |
| 2011-13 | فقط في أمريكا مع لاري رجل الكيبل                        | 50 حلقة                 |
| 2016    | جيف فوكسورثي ولاري ذا كيبل جاي: لقد كنا نفكر            | وثائقي تلفزيوني         |

### العاب إلكترونية
| سنة     | عنوان العمل                      | دور  |
| ------- | -------------------------------- | ---- |
| 2006    | فلم الرسوم المتحركة "كارز"       | ماتر |
| 2006    | كارز: رادياتور سبرنرق ادفينتشر   | ماتر |
| 2007    | بطولة السيارات ماتر الوطنية      | ماتر |
| 2009    | سيارات سباق او راما              | ماتر |
| 2010-12 | عالم السيارات على الإنترنت       | ماتر |
| 2011    | كارز 2                           | ماتر |
| 2012    | كينيكت راش: مغامرة ديزني بيكسار  | ماتر |
| 2013    | ديزني اللانهاية                  | ماتر |
| 2014    | كارز: بسرعة البرق                | ماتر |
| 2014    | ديزني إنفينيتي: مارفل سوبر هيروز | ماتر |
| 2015    | ديزني إنفينيتي 3.0               | ماتر |

| سنة                   | لقب                               | دور  |
| --------------------- | --------------------------------- | ---- |
| 2012 إلى الوقت الحاضر | رادياتير الينابيع المتسابقون      | ماتر |
| 2012 إلى الوقت الحاضر | كارز: ساحة الخرداوات حامبوري      | ماتر |
| 2019 إلى الوقت الحاضر | أكاديمية سباقات Lightning McQueen | ماتر |

## جوائز وترشيحات
| سنة                    | عمل معين                                             | فئة                                            | نتيجة               |
| جوائز جولدن راسبيري    | جوائز جولدن راسبيري                                  | جوائز جولدن راسبيري                            | جوائز جولدن راسبيري |
| ---------------------- | ---------------------------------------------------- | ---------------------------------------------- | ------------------- |
| 2007                   | لاري ذا كيبل جاي:                                    | أسوأ ممثل                                      | رُشِّح                 |
| 2009                   | حماية بلا طائل                                       | أسوأ ممثل                                      | رُشِّح                 |
| 2009                   | حماية بلا طائل                                       | أسوأ زوجين شاشة (مع جيني مكارثي)               | رُشِّح                 |
| 2014                   | عيد الميلاد ماديا                                    | أسوأ شاشة كومبو (مع تايلر بيري)                | رُشِّح                 |
| 2014                   | عيد الميلاد ماديا                                    | أسوأ ممثل مساعد                                | رُشِّح                 |
| جائزة جرامي            |                                                      |                                                |                     |
| 2006                   | الحق في حمل السلاح                                   | أفضل ألبوم كوميدي                              | رُشِّح                 |
| 2007                   | جولة كوميديا ذوي الياقات الزرقاء: واحد من أجل الطريق | أفضل ألبوم كوميدي                              | رُشِّح                 |
| جمعية المؤثرات البصرية |                                                      |                                                |                     |
| 2007                   | سيارات                                               | أداء متميز لشخصية متحركة في صورة متحركة متحركة | فوز                 |